# Iwan Dehn
Iwan Iwanowicz Dehn (Johan Jakob von Daehn; ros. Иван Иванович Ден, pr. Dähn, ur. 2 sierpnia 1786, zm. 1859 w Kozienicach) – rosyjski generał i inżynier, twórca fortyfikacji.
W latach 1832–1852 pełnił funkcję generalnego budowniczego twierdz w Królestwie Polskim oraz był Szefem Inżynierii na tym terenie. Kierował budową bądź rozbudową licznych twierdz: w Brześciu, Dęblinie, Modlinie oraz Warszawie. Kierował również budową Kolei Warszawsko-Wiedeńskiej i rozbudową twierdzy Kronsztad. Członek Rady Państwa od 6 grudnia 1850 roku. Zrezygnował ze służby wojskowej 31 maja 1858.
W uznaniu dla jego zasług podarowano mu dobra w Kozienicach, gdzie w 1859 zmarł i został pochowany na terenie przypałacowego parku.